# Formación de hierro bandeado
Las formaciones de hierro bandeado (BIF, Banded Iron Formation) son rocas sedimentarias que contienen al menos un 15% de hierro (Fe), y presentan una estructura formada por bandas, estando unas compuestas por el hierro, y las otras por sílex. El hierro suele aparecer en forma de óxidos, normalmente magnetita (Fe3O4) y hematita (Fe2O3). El ancho de las bandas puede ser de escala submilimétrica o llegar a medir varios metros, y el límite entre ellas es neto. Estas rocas aparecen en el registro geológico hace 3.800 millones de años, si bien la mayoría tienen una edad comprendida entre 2.500 y 1.800 millones de años (Proterozoico), cuando desaparecen del registro, volviendo a depositarse en ambientes glaciares en el Proterozoico tardío (800-600 millones de años).
En cuanto a su origen, no existe un consenso claro. Se han propuesto varios modelos para explicar su génesis: deposición en ambientes lacustres, hidrotermales, evaporíticos, procesos de meteorización, deposición en zonas de surgencia y origen biológico. Se distinguen tres tipos de formaciones de hierro bandeado: formaciones de hierro bandeado tipo Rapitan, formaciones de hierro bandeado tipo Lago Superior y formaciones de hierro bandeado tipo Algoma. Estas rocas además poseen interés económico, al usarse para extraer hierro.

## Distribución geográfica
Se pueden encontrar formaciones de hierro bandeado en materiales precámbricos de América, Asia, Europa, África y Oceanía.

### América

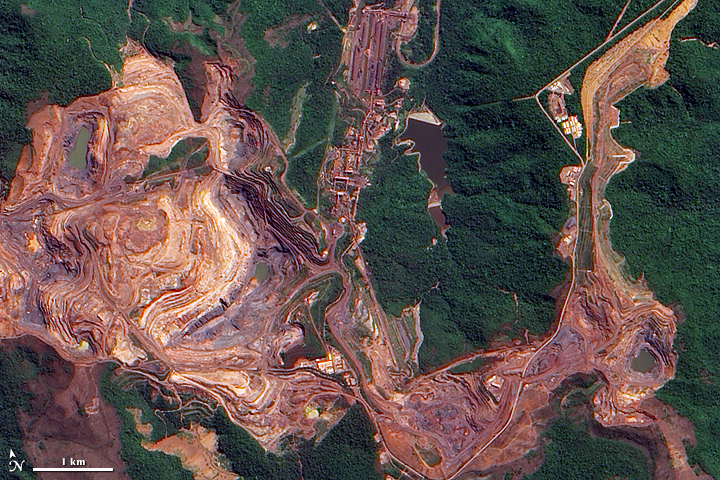
Vista aérea de la mina de Carajas (Pará, Brasil), de donde se extrae hierro a partir de formaciones de hierro bandeado.

En el estado de Minas Gerais, en Brasil, se encuentra el llamado cuadrilátero ferrífero, donde se halla la mayor concentración de hierro de la Tierra, cuyo origen procede de estas formaciones. Las formaciones de hierro bandeado de Urucum (Mato Grosso del Sur, Brasil y Bolivia) son de edad Proterozoico superior, las más recientes del país, y se caracterizan por no haber sufrido procesos de metamorfismo. Más al norte se encuentra la mina de Carajas, en el estado de Pará, donde las formaciones se explotan para extraer hierro de la limonita y de la hematita.
En la Cordillera de la Costa, en Chile, se encuentran estas formaciones, formadas por magnetita y cuarzo granular, en un afloramiento de unos 200 km². El Cerro Bolívar, en Venezuela, está formado por formaciones de hierro bandeado, siendo uno de los mayores yacimientos del mundo.
La región del Lago Superior, situada en la parte centro-norte de los Estados Unidos y al sur de Canadá alberga formaciones de hierro bandeado, siendo la zona de mayor producción mundial de hierro. Los yacimientos más importantes de esta región son Mesabi, Menominee, Marquette, Gunflint, Cuyuna, Vermilion y Gogebic. Se encuentran intercalaciones de lutita carbonácea y cuarcita, y en menor medida de conglomerados, brechas, argilita, dolomita, sílex, rocas volcánicas, pirita, siderita y pirrotina. En el cinturón de rocas verdes de Abitibi (Canadá) también afloran estas rocas, encontrándose en el eje de la cuenca de Abitibi, y presentando evidencias de haberse depositado en ambientes acuáticos profundos. También hay formaciones de hierro bandeado en la península del Labrador, acompañadas de ciertas cantidades de sulfuros, carbonatos y silicatos, y que han sufrido los efectos de la diagénesis y de metamorfismo de bajo grado. En los Territorios del Noroeste y Yukón se localiza la formación de hierro de Rapitan, con una edad de 755-730 millones de años (Proterozoico tardío), asociada a ambientes glaciares y formada por hematita y sílex.
En Groenlandia se halla el cinturón de rocas verdes de Isua que contiene formaciones de hierro bandeado. Tiene una antigüedad de 3.800 millones de años, y son las rocas formadas cerca de la superficie terrestre más antiguas.

### Asia
En China, en Gongchangling (An-shan), se encuentran formaciones de hierro bandeado de 3100 millones de años de antigüedad, caracterizadas por la presencia de grafito. Estas formaciones alcanzan espesores de 80 metros. En la región de Orissa, en la India, se encuentran estas formaciones, cuya magnetita se depositó en ambientes marinos someros. Tienen una antigüedad de 3.200-3.000 millones de años, y no presentan evidencias de haber sufrido metamorfismo intenso. También se encuentran en el cinturón de esquistos de Bababudan, de la misma antigüedad que las anteriores.

### Europa

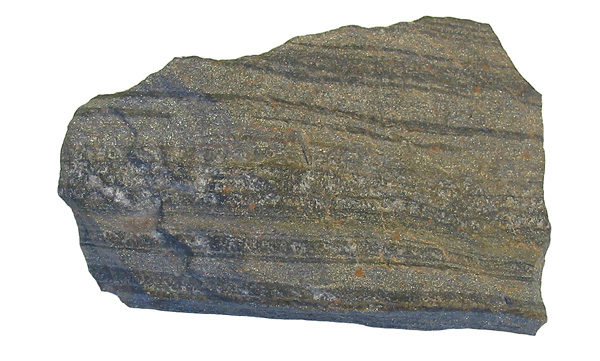
Fragmento de una formación de hierro bandeado procedente de Krivoi Rog (Ucrania).

En Rusia se encuentra la anomalía magnética de Kursk. Esta anomalía magnética es una de las mayores de la Tierra, caracterizándose la zona por una gran abundancia de yacimientos de Fe. Las formaciones de hierro bandeado de esta región alcanzan hasta los 1.200 metros de potencia, y los principales minerales de hierro constituyentes son la hematita y la martita. En este país, en la República de Carelia, se encuentra el cinturón de rocas verdes de Kostomuksha. En este cinturón, las formaciones de hierro bandeado se encuentran afectadas por zonas de cizalla, y asociadas a estas zonas, y como resultado de procesos metasomáticos (el metasomatismo es un tipo de metamorfismo en el que intervienen fluidos a altas temperaturas), aparecen mineralizaciones de oro.
En la cuenca de Krivoi Rog (Ucrania), las formaciones de hierro bandeado poseen un espesor que varía entre 10 y 200 metros, donde se intercalan capas de materiales pizarrosos con niveles ferruginosos.

### África

Localización del cratón de Kaapvaal, Sudáfrica.

En los países de Costa de Marfil, Liberia y Guinea se encuentran formaciones de hierro bandeado, localizadas en la zona sur del cratón del oeste de África. Se depositaron en el eón Arcaico, y probablemente estén ligadas genéticamente a las formaciones de hierro de Venezuela, quedando separadas al abrirse el océano Atlántico.
En Sudáfrica existen varios afloramientos de estas rocas, como la formación de hierro de Penge. Se sitúa en la aureola de contacto del complejo ígneo de Bushveld, y está formada por magnetita y grunerita. En el cratón de Kaapvaal las formaciones de hierro bandeado se disponen sobre sedimentos depositados en una rampa carbonática-siliciclástica, y se depositaron hace 2.900 millones de años. Algunos estudios sugieren que este cratón está relacionado con el cratón de Pilbara (Australia), pudiendo haber formado ambos un supercontinente, que recibe el nombre de Vaalbará. En la cuenca de Griqualand West también se encuentran formaciones de hierro bandeado sobre niveles de carbonatos.

### Oceanía

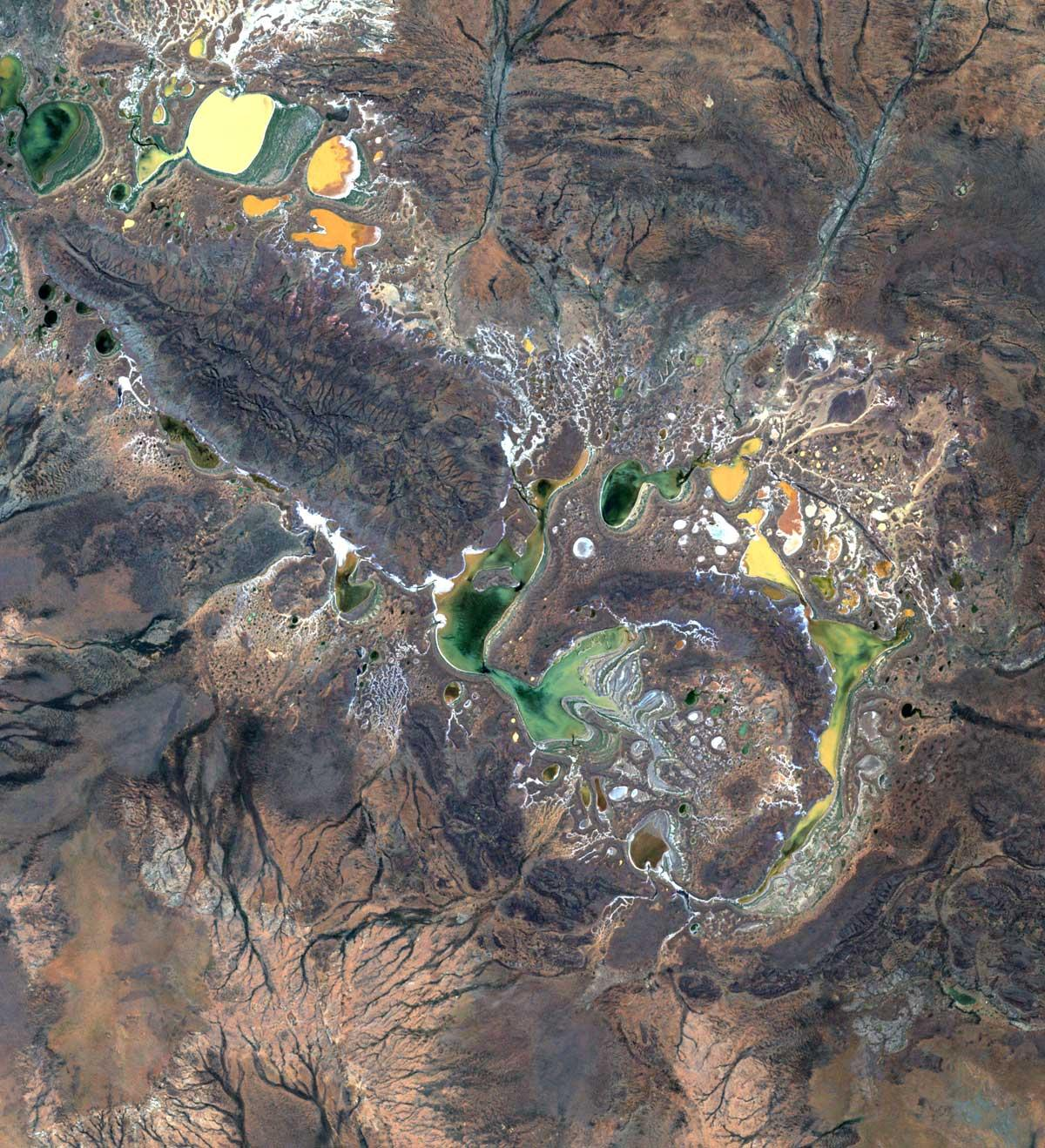
Cráter Shoemaker, Australia. Su impacto dio lugar a las mineralizaciones de oro y uranio de la formación Frere.

El cratón de Pilbara, en Australia, posee unas formaciones rocosas de edad Arcaico superior-Proterozoico inferior, conocidas como grupo Hamersley, que contienen formaciones de hierro bandeado. Se caracterizan por tener una gran continuidad lateral, extendiéndose en un área de 60.000 km². En la formación Frere se encuentran formaciones de hierro bandeado y formaciones de hierro granulares. En estos niveles se localizan altas concentraciones de oro y uranio, cuya acumulación parece ser debida a la actividad hidrotermal provocada por el impacto meteorítico que formó la estructura de impacto Shoemaker.
En el cratón de Yilgarn su espesor suele variar entre 5 y 50 metros, y es raro que alcancen espesores de 100-150 metros. Tienen una edad de 2.700-2.600 millones de años, y han sufrido metamorfismo de alto grado. En la cordillera de Middleback también aparecen formaciones de hierro bandeado, con una edad estimada de 2.200 millones de años.

## Mineralogía
Los minerales que suelen formar las bandas de hierro son magnetita y hematita. Sin embargo, pueden contener otros minerales, y no solo óxidos, sino también silicatos, carbonatos y sulfuros. Esta variedad de minerales parece ser que está condicionada por los cambios en el potencial de reducción y el pH dentro de la cuenca donde sedimentaron. Por eso en estas formaciones se pueden distinguir cuatro facies: facies de óxidos, facies de sulfuros, facies de silicatos y facies de carbonatos.

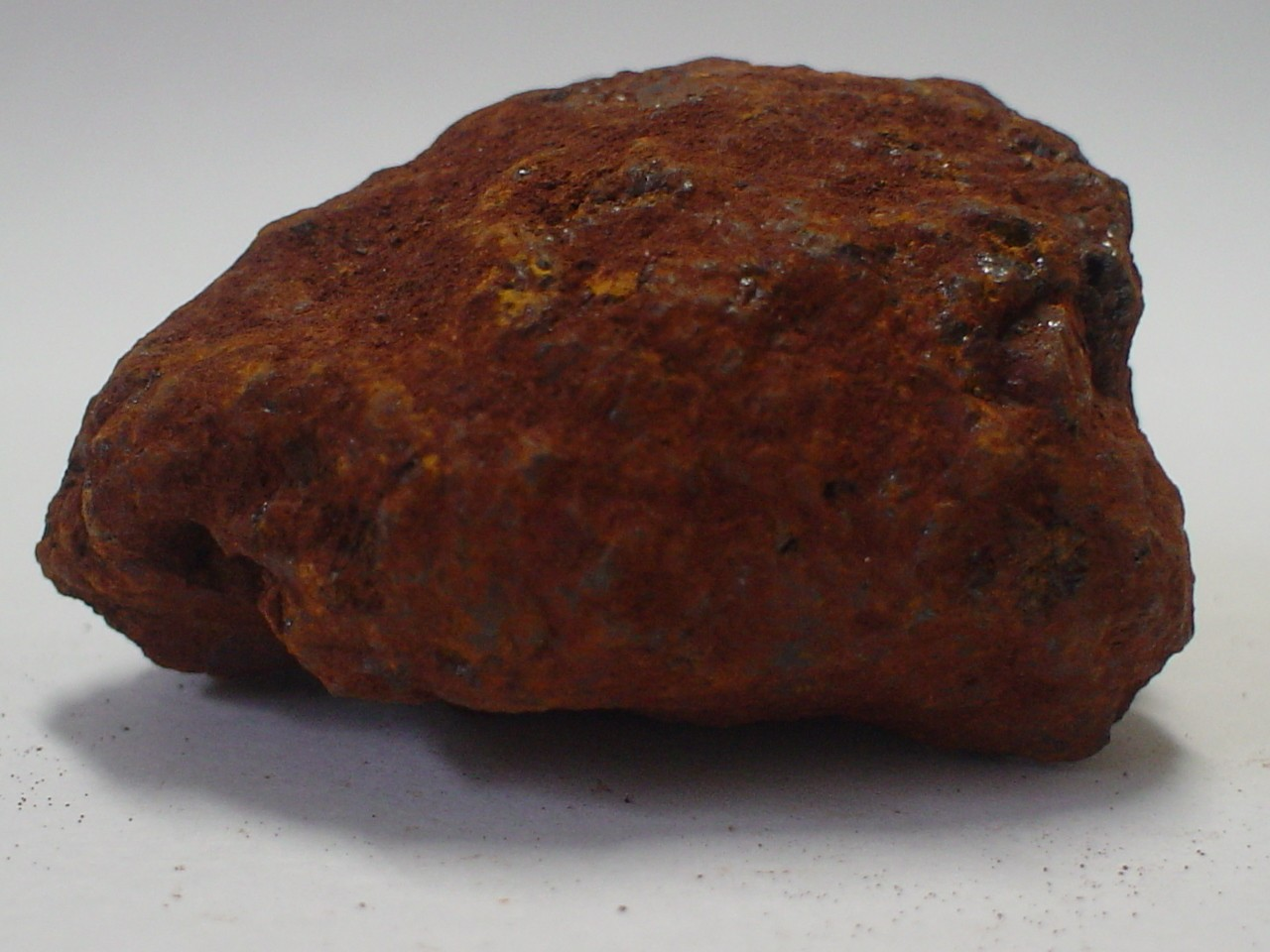
Hematita, mineral de hierro, es uno de los constituyentes principales de las formaciones de hierro bandeado.

| Mineral de Fe  | Fórmula química                                 |
| Hematita       | Fe2O3                                           |
| Magnetita      | Fe3O4                                           |
| Greenalita     | Fe3Si2O5(OH)4                                   |
| Minnesotaíta   | (Mg,Fe)3Si4O10(OH)2                             |
| Estilpnomelana | (K,Na,Ca)0,6(Mg,Fe2+,Fe3+)6Si8Al(O,OH)27 2-4H2O |
| Clorita        | (Fe,Al,Mg)3(Si,Al)2O5(OH)4                      |
| Riebeckita     | Na2 Fe2+3Fe3+2 Si8O22(OH)2                      |
| Siderita       | FeCO3                                           |
| Ankerita       | Ca(Fe,Mg,Mn)(CO3)2                              |
| Pirita         | FeS2                                            |

## Tipos

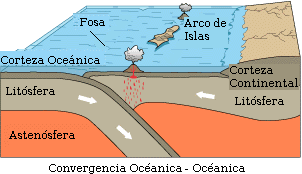
Esquema de un arco insular, con su volcanismo asociado. En estas zonas se cree que se depositaron las formaciones de hierro bandeado tipo Algoma.

Se distinguen tres tipos principales de formaciones de hierro bandeado: tipo Algoma, tipo Lago Superior y tipo Rapitan.
- Tipo Algoma: las formaciones de hierro bandeado tipo Algoma están relacionadas con procesos de vulcanismo submarino, encontrándose las facies de sulfuros más cerca del foco emisor, y las facies de óxidos más lejos.[1] Entre las formaciones de hierro se intercalan rocas máficas y félsicas, grauvacas volcanoclásticas y pizarras.[49] Se suelen encontrar en cinturones de rocas verdes, y la mayoría son de edad Arcaica.[50] Se cree que estos depósitos se formaron en arcos insulares[49]
- Tipo Lago superior: estas formaciones son las que tienen mayor potencia y extensión.[5] Se depositaron en plataformas, y se suelen encontrar asociadas a otras rocas, como dolomitas, cuarcitas, arcosas, conglomerados, pizarras negras, y en menor medida, rocas volcánicas.[51] Su edad ronda los 2.500-1.800 millones de años.[5] Algunos científicos consideran que este tipo de formaciones de hierro son análogas a los depósitos sedimentarios con hematita de Sinus Meridiani y Aram Chaos, en Marte.[52]
- Tipo Rapitan: las formaciones de hierro de este tipo son las menos abundantes.[53] Son de edad Proterozoico tardío (800-600 millones de años), y se asocian a depósitos de tipo glaciar.[5] Su mineralogía es muy sencilla, estando formadas básicamente por hematita y cuarzo.[5]

## Formación

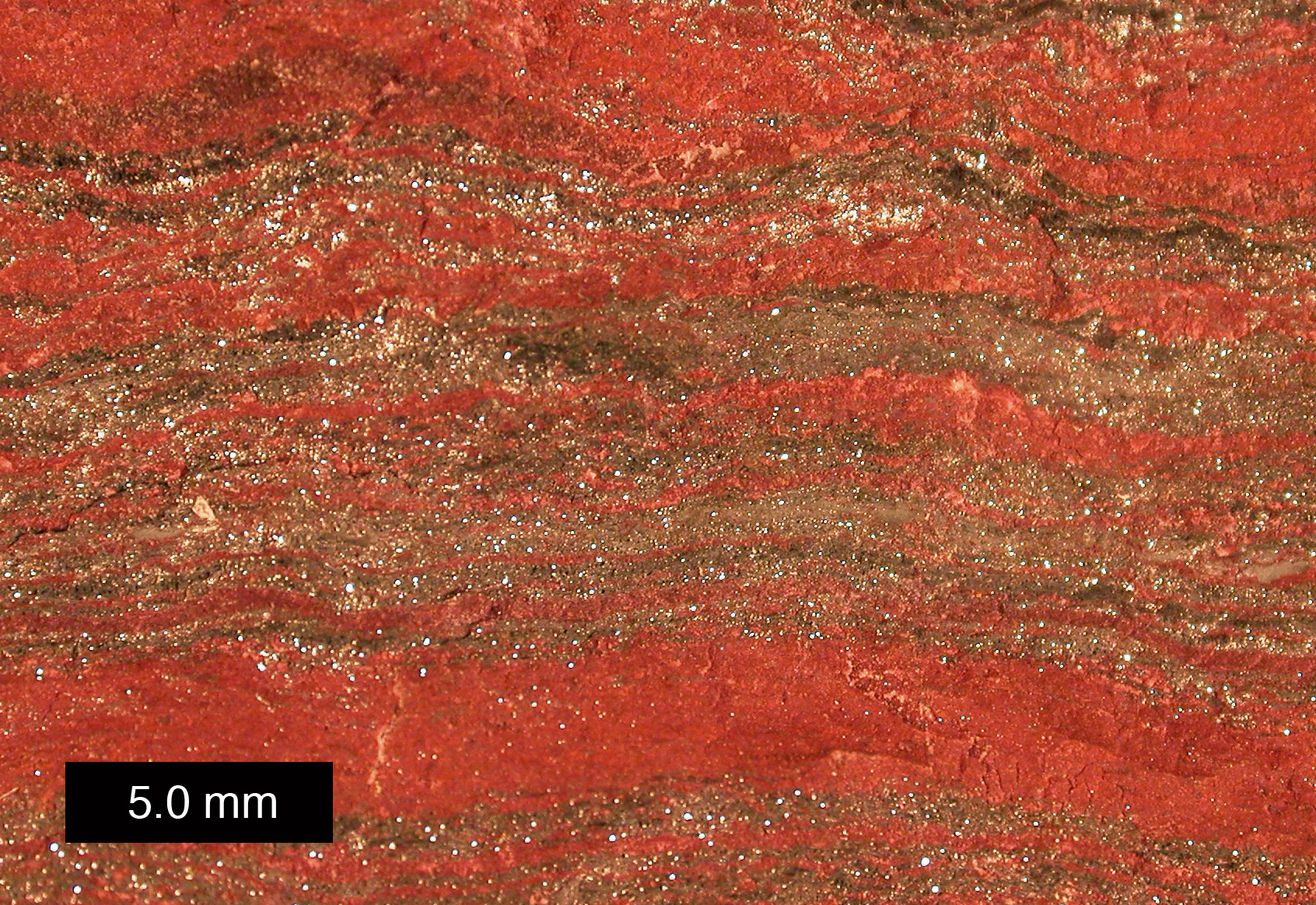
Formación de hierro bandeado procedente de Míchigan, en la región del Lago Superior.

La ausencia de elementos detríticos en estas rocas indica que se han depositado por debajo del nivel de base del oleaje (a cierta profundidad). Probablemente tuvieran un papel importante en su formación las primeras bacterias fotosintéticas, al producir oxígeno libre que oxidaría al hierro disuelto, que sería muy abundante en ese momento. Este fenómeno se produjo hace 2.400 millones de años, y se conoce como la Gran Oxidación. El hierro oxidado no es soluble en agua, por lo que se acabaría depositando en el fondo marino. La alternancia de bandas de hierro y sílice se explica por fluctuaciones en la cantidad de cianobacterias, reduciéndose su número al contaminarse el agua cuando la cantidad de oxígeno era tan abundante que el hierro no podía neutralizarlo. Otra hipótesis sugiere que los bandeados se producen por cambios estacionales en la temperatura del agua.
La presencia de cianobacterias explica las formaciones de hierro que se depositaron a partir de la Gran Oxidación (tipo Lago Superior), pero este modelo no sirve para formaciones más antiguas, debido a la poca abundancia de oxígeno. Una manera en la que el hierro se puede oxidar con poco oxígeno es mediante oxidación fotoquímica provocada por rayos ultravioletas. Otra forma de explicar la oxidación sería mediante la acción de bacterias fototróficas anoxigénicas, un tipo de bacterias que realizan fotosíntesis anoxigénica.
Otra hipótesis para explicar la precipitación del hierro se basa en la mezcla de agua rica en hierro reducido con agua rica en hierro oxidado. Esto implicaría que los océanos primigenios estarían divididos, debido a diferencias químicas y de densidad, en dos capas, y debido a una surgencia, las dos capas se podrían mezclar, precipitando el hierro.
Las formaciones de hierro de tipo Rapitan, se encuentran asociadas a sedimentos glaciares. Se ha propuesto que una glaciación global ocurrida hace 800 millones de años provocó que el hielo aislara el océano de la atmósfera. Como consecuencia de ello el océano tendría un ambiente reductor, donde se acumularían iones Fe2+, y en el momento en que los hielos se derritieran, al restablecerse la circulación de las aguas, se produciría oxidación y precipitación del hierro, formando la hematita.